# امیرآباد (دناکوه)
امیرآباد ، روستایی از توابع بخش دناکوه شهرستان سمیرم در استان اصفهان ایران است.

## جمعیت
این روستا در دهستان برآفتاب قرار دارد و بر اساس سرشماری مرکز آمار ایران در سال ۱۳۹۵، جمعیت آن ۳۷۸ نفر (۱۱۸ خانوار) بوده‌است.